# Egyetemi Tangazdaság megállóhely
Egyetemi Tangazdaság megállóhely (korábban Szőlőtelep) egy megszűnt HÉV-megállóhely, melyet a Budapesti Közlekedési Rt. üzemeltetett Szigetcsép településen, 2004 nyaráig. Nevéhez híven a Kertészeti és Élelmiszeripari Egyetem, illetve annak korábbi jogelődjei, az egyetemek 2000-es átszervezése után pedig a Budapesti Corvinus Egyetem itteni tangazdaságát szolgálta ki. Közúti elérését csak számozatlan alsóbbrendű utak szolgálták ki.

## Forgalom
2004. június 16-ától a vonatok megállás nélkül áthaladnak az állomáson. Az utolsó menetrendje szerint az alábbi időpontokban indult:
| Indulási időpontok munkanapokon                             | Tanítási időszakban                                             | Tanszüneti időszakban                                    |
| Ráckeve felé                                                | 6:44, 8:02, 11:01, 14:02, 15:32, 16:19, 17:49, 20:01            | 7:02, 9:01, 12:01, 14:02, 15:32, 16:19, 17:49, 20:01     |
| Budapest felé                                               | 4:31, 5:37, 6:37, 7:36, 8:41, 12:41, 14:43, 16:13, 17:43, 19:12 | 4:31, 5:41, 6:41, 7:41, 8:41, 12:41, 16:13, 17:43, 19:12 |
| Szombaton és munkaszüneti napokon a vonatok nem álltak meg. |                                                                 |                                                          |